# Smilisca fodiens
Smilisca fodiens là một loài ếch thuộc họ Nhái bén.
Loài này có ở México và Hoa Kỳ.
Môi trường sống tự nhiên của chúng là rừng khô nhiệt đới hoặc cận nhiệt đới, rừng ẩm vùng đất thấp nhiệt đới hoặc cận nhiệt đới, vùng cây bụi khô khu vực nhiệt đới hoặc cận nhiệt đới, đồng cỏ khô nhiệt đới hoặc cận nhiệt đới vùng đất thấp, đầm nước ngọt có nước theo mùa, và sa mạc ôn đới.
Chúng hiện đang bị đe dọa vì mất môi trường sống.